# Vladimir Pavlovič Kaplunovskij
Vladimir Pavlovič Kaplunovskij (Charkiv, 15 luglio 1906 – Mosca, 14 febbraio 1969) è stato un regista cinematografico sovietico.

## Filmografia (parziale)

### Regista
- Meksikanec (1955)
- Kapitanskaja dočka (1958)
- Ljubuška (1961)